# Colleen Furgeson
Colleen Furgeson, född 21 november 1998, är en marshallesisk simmare.
Furgeson tävlade för Marshallöarna vid olympiska sommarspelen 2016 i Rio de Janeiro, där hon blev utslagen i försöksheatet på 50 meter frisim. Vid olympiska sommarspelen 2020 i Tokyo blev Furgeson utslagen i försöksheatet på 100 meter frisim.